# Systasis australiensis
Systasis australiensis är en stekelart som först beskrevs av Girault 1913.  Systasis australiensis ingår i släktet Systasis och familjen puppglanssteklar. Inga underarter finns listade i Catalogue of Life.